# Ossip Zadkine
Ossip Zadkine (ruski: Осип Цадкин, Vitebsk, 14. srpnja 1890. – Pariz, 25. studenoga 1967.) - bjeloruski umjetnik židovskoga porijekla, koji je živio u Francuskoj. Prvenstveno je poznat kao kipar, ali i kao slikar i majstor litografije.

## Rani život i karijera
Zadkine je rođen kao Yossel Aronovič Cadkin (ruski:Иосель Аронович Цадкин) u židovskoj obitelji u Vitebsku (danas Bjelorusija, a tada dio Ruskog Carstva).
Nakon pohađanja umjetničke škole u Londonu, Zadkine se nastanio u Parizu oko 1910. Tamo je postao dio novog pokreta kubista. Kasnije je razvio svoj vlastiti stil, koji je snažno bio pod utjecajem afričke umjetnosti.
Zadkine je služio u francuskoj vojsci tijekom Prvog svjetskog rata, te je ranjen u akciji. Bio je u SAD-u tijekom Drugog svjetskog rata. Njegov najpoznatiji rad je skulptura "Uništeni grad" (1951. – 1953.), koja predstavlja čovjeka bez srca, kao spomen na uništenje središta nizozemskoga grada Rotterdama 1940. od strane njemačkog Luftwaffea.

## Osobni život
Bio je u braku s Valentine Prax (1899. – 1991.), slikaricom francusko-talijanskog porijekla rođenoj u Alžiru. Zadkine je bio prijatelj Henryja Millera, koji je prema njemu napravio lik Borowskoga u romanu Rakova obratnica.
U braku nije imao djece, ali je imao izvanbračnog sina Nicolasa iz afere s Dankinjom Annelise Hasle. 
Zadkine je preminuo u Parizu 1967., u dobi od 77 godina i pokopan je na groblju Cimetière du Montparnasse. Njegov bivši dom je sada „Musée Zadkine“. Postoji i njegov muzej u selu Les Arques u Pirinejima. Ispred muzeja su skulpture Krista na križu i Pieta.